# Ман (Альпы Верхнего Прованса)
Ман (фр. Mane, окс. Mana) — коммуна во Франции, находится в регионе Прованс — Альпы — Лазурный Берег. Департамент коммуны — Альпы Верхнего Прованса. Входит в состав кантона Форкалькье. Округ коммуны — Форкалькье.
Код INSEE коммуны — 04111.

## Население
Население коммуны на 2008 год составляло 1355 человек.
| 1962 | 1968 | 1975 | 1982 | 1990 | 1999 | 2008 |
| ---- | ---- | ---- | ---- | ---- | ---- | ---- |
| 703  | 852  | 834  | 943  | 1135 | 1169 | 1355 |

## Экономика
В 2007 году среди 843 человек в трудоспособном возрасте (15—64 лет) 612 были экономически активными, 231 — неактивными (показатель активности — 72,6 %, в 1999 году было 68,7 %). Из 612 активных работали 520 человек (269 мужчин и 251 женщина), безработных было 92 (51 мужчина и 41 женщина). Среди 231 неактивных 59 человек были учениками или студентами, 82 — пенсионерами, 90 были неактивными по другим причинам.

## Достопримечательности
- Римский мост (XII век), исторический памятник
- Замок Сован (XVIII век), исторический памятник
- Монастырь Нотр-Дам (XII век)
- Церковь Пресвятой Девы Марии (XI—XII век)
- Приходская церковь Сент-Андре (XVI век)
- Бывший монастырь минимитов (XVII век)
- Часовня Нотр-Дам-де-Питье
- Часовня Сен-Лоран

## Города-побратимы
- Кьяверано (Италия, с 2001 года)

## Фотогалерея

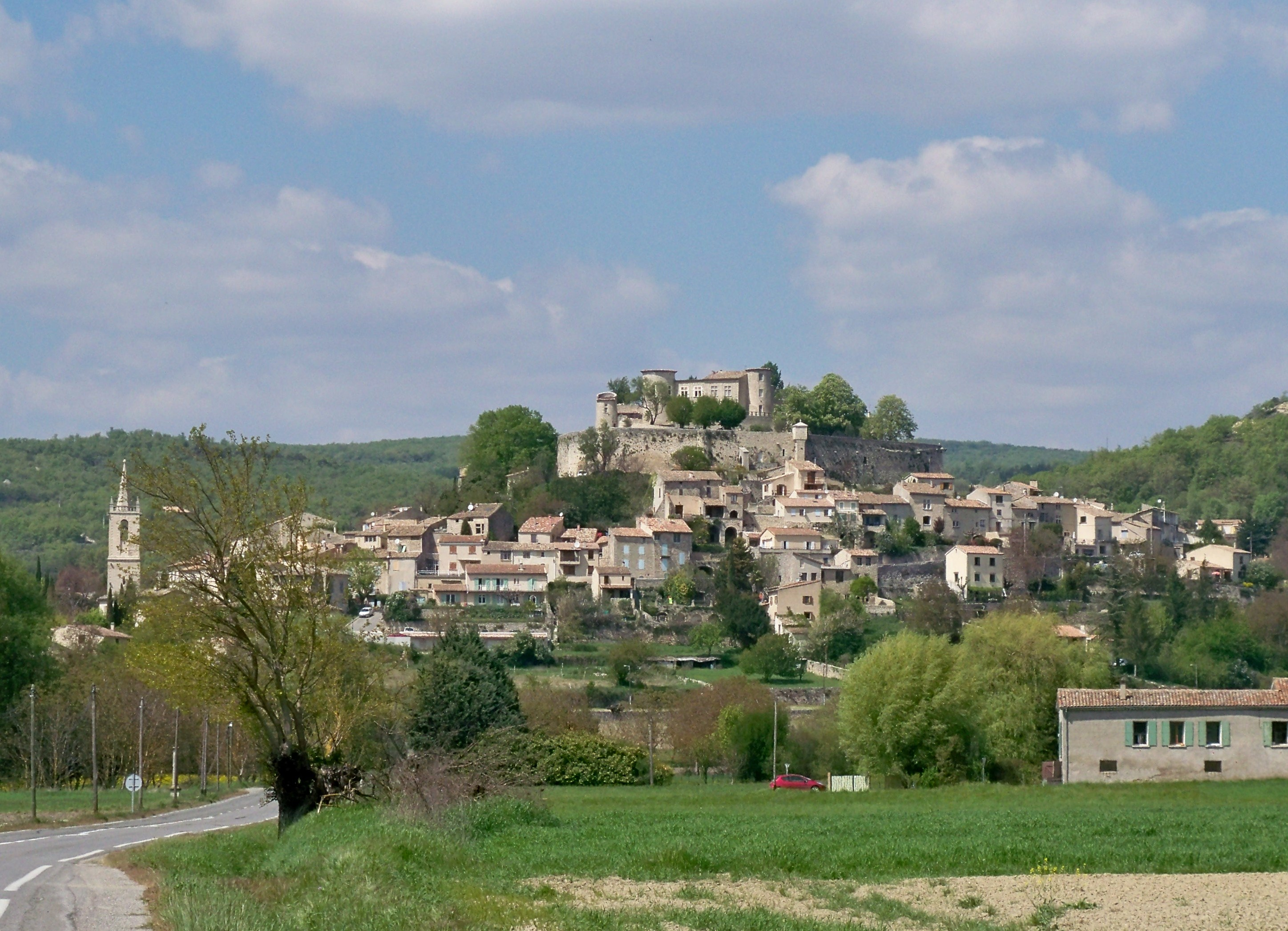
Ман
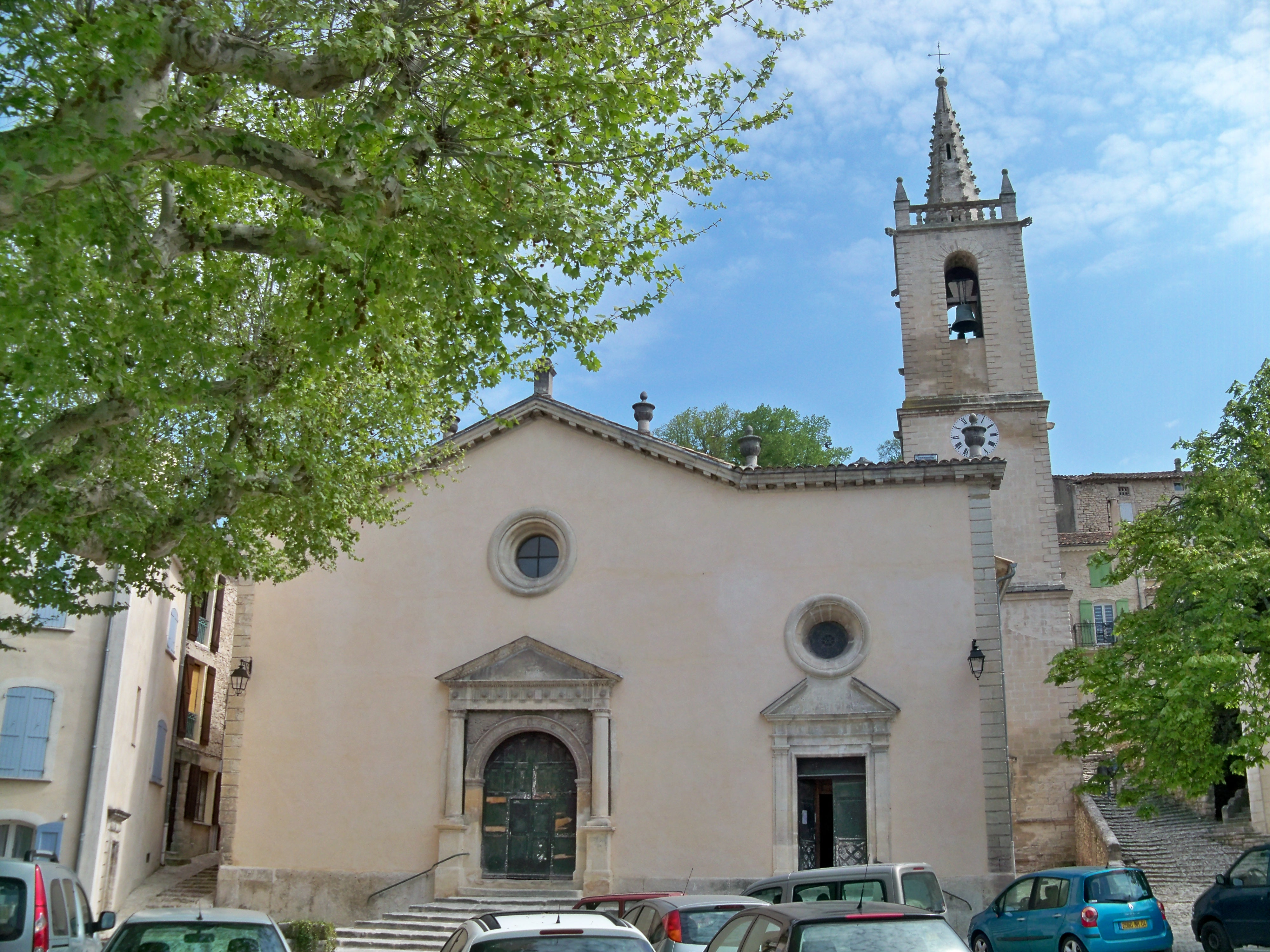
Церковь
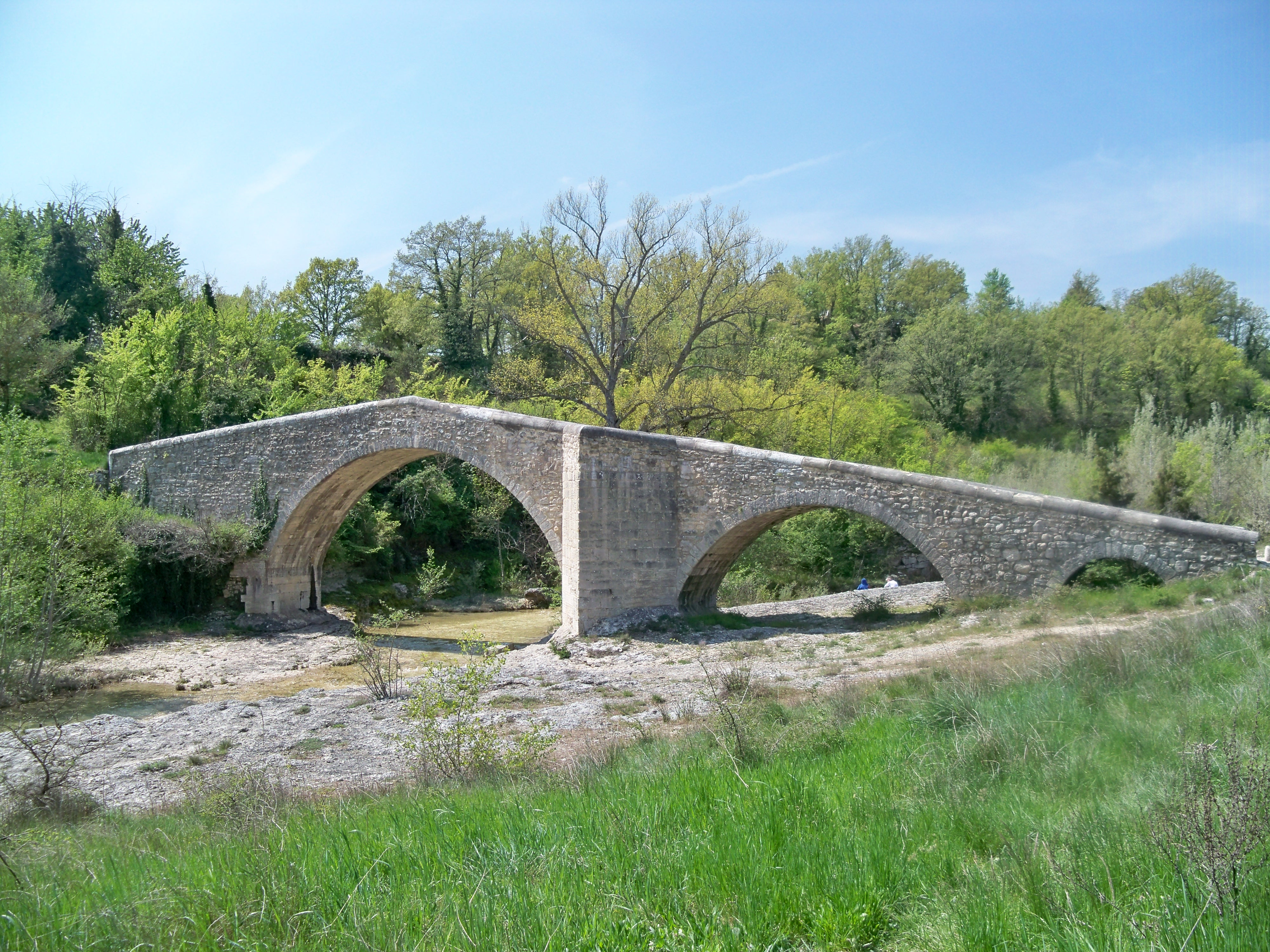
Римский мост
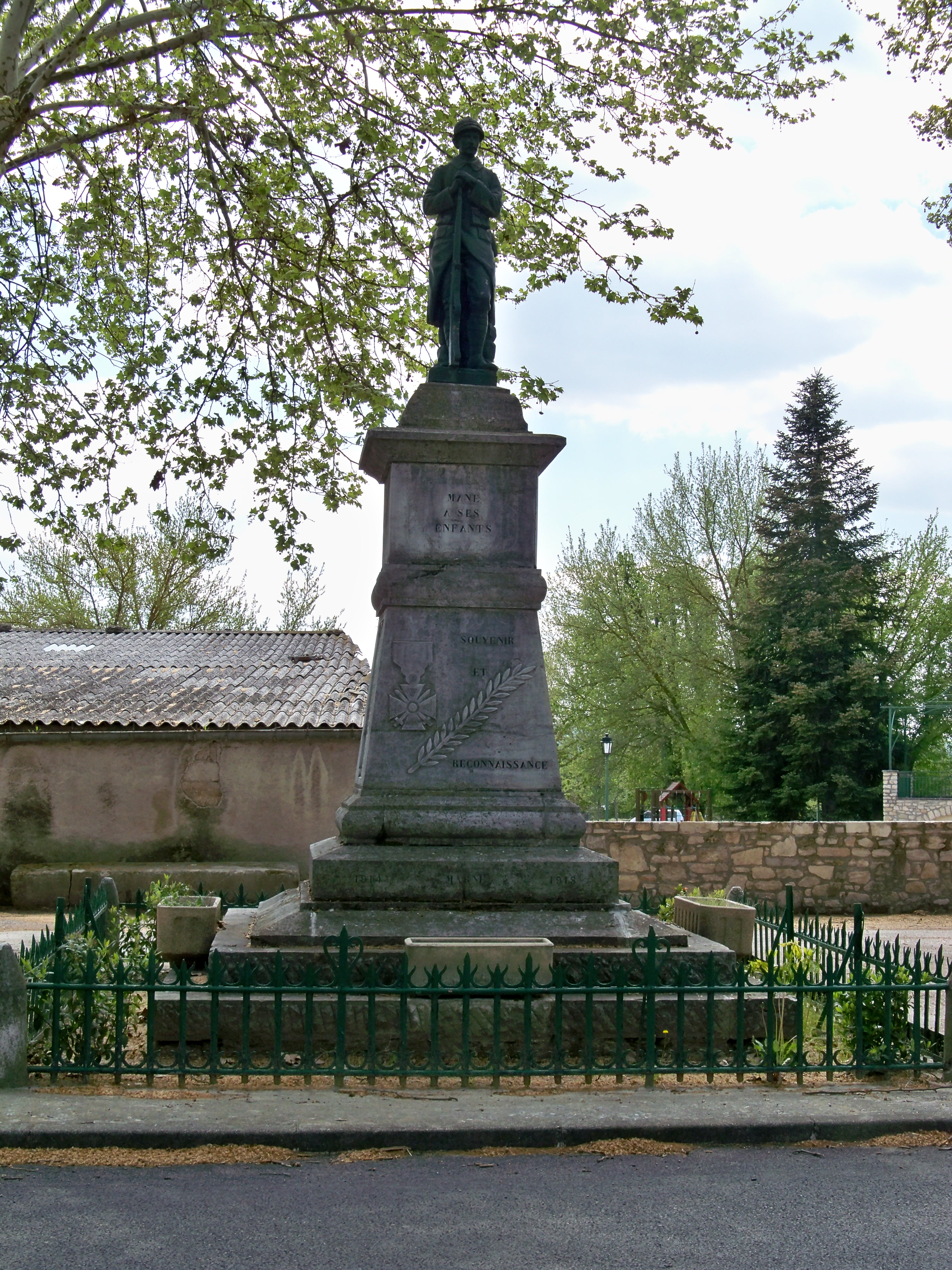
Памятник погибшим в Первой мировой войне